# Бутирінська сільська рада
Бути́рінська сільська рада (рос. Бутыринский сельский совет) — сільське поселення у складі Частоозерського району Курганської області Росії.
Адміністративний центр — село Бутиріно.
Населення сільського поселення становить 391 особа (2017; 498 у 2010, 809 у 2002).
20 вересня 2018 року до складу сільського поселення була включена територія площею 146,72 км² ліквідованої Чердинцевської сільської ради (село Чердинцево, присілок Карасьє).

## Склад
До складу сільського поселення входять:
| Населений пункт   | Населення, осіб (2002) | Населення, осіб (2010) |
| ----------------- | ---------------------- | ---------------------- |
| Бутиріно, село    | 394                    | 273                    |
| Карасьє, присілок | 39                     | 7                      |
| Чебач'є, присілок | 120                    | 47                     |
| Чердинцево, село  | 256                    | 171                    |